# 北野輝季
北野 輝季（きたの てるき、1989年2月28日 - ）は、愛知県出身の競艇選手。登録番号4483。身長172cm。血液型AB型。101期。愛知支部所属。同期に後藤翔之、篠崎仁志、守屋美穂らがいる。

## 来歴
- やまと競艇学校時代、リーグ戦勝率4.26（準優出2　優出以上はなし）の成績を残した。
- 2007年11月13日、常滑競艇場でデビュー（5着）。
- 2007年12月30日、桐生競艇場での「第1回ボートピアなんぶ杯」3日目4Rで初勝利（20走目）。
- 2010年8月8日、常滑競艇場での「第13回日本財団会長杯争奪戦競走」で初優勝（初優出）。